# Долна баня (община)
Община Долна баня се намира в Западна България и е една от съставните общини на Софийска област.

## География

### Географско положение, граници, големина
Общината се намира в югоизточната част на Софийска област. С площта си от 66,854 km2 е 21-вата по големина сред 22-те общини на областта, което съставлява 0,94% от територията на областта. Община Долна баня е 7-ата най-малка по площ община в България. Границите ѝ са следните:
- на север, изток и югоизток – община Костенец;
- на запад – община Самоков.

### Природни ресурси

#### Релеф
Релефът на общината е равнинен, пълмист, средно и високо планински, като територията ѝ попада в пределите на Рила, Костенецко-Долнобанската котловина и Ихтиманска Средна гора.
Северния район на общината се заема от крайните югоизточни, най-ниски части на планинския рид Шумнатица (част от Ихтиманска Средна гора). Височината му в пределите на общината достига до 875,1 m, разположена в крайния ѝ северозападен ъгъл.
Южно от рида Шумнатица се простира крайната югозападна част на Костенецко-Долнобанската котловина. В нея, източно от град Долна баня, на границата с община Костенец, в коритото река Марица се намира най-ниската ѝ точка – 528 m н.в.
Южната половина на общината се заема от северните склонове на Североизточния дял на Рила. Най-на юг, където се събират границите на община Костенец, община Самоков и община Долна баня се издига безимен връх с височина 2250 m, явяващ се най-високата точка на община Долна баня.

#### Води
В северната ѝ част, през Костенецко-Долнобанската котловина, от запад на изток, на протежение от 9 km протича част от горното течение на река Марица. Нейни основни притоци на територия на общината са реките: десни – Долнобанска Бистрица, Луджа дере, Курт дере и Сантър дере; ляв – Исиндере.

## Население

### Етнически състав (2011)
Численост и дял на етническите групи според преброяването на населението през 2011 г.:
|                     | Численост | Дял (в %) |
| Общо                | 4522      | 100,00    |
| Българи             | 3499      | 77,38     |
| Турци               | 4         | 0,09      |
| Цигани              | 753       | 16,65     |
| Други               | 15        | 0,33      |
| Не се самоопределят | 11        | 0,24      |
| Неотговорили        | 240       | 5,31      |

### Движение на населението (1934 – 2021)
| Община Долна баня                             | Община Долна баня | Община Долна баня | Община Долна баня | Община Долна баня | Община Долна баня | Община Долна баня | Община Долна баня | Община Долна баня | Община Долна баня | Община Долна баня | Община Долна баня |
| --------------------------------------------- | ----------------- | ----------------- | ----------------- | ----------------- | ----------------- | ----------------- | ----------------- | ----------------- | ----------------- | ----------------- | ----------------- |
| Година                                        | 1934              | 1946              | 1956              | 1965              | 1975              | 1985              | 1992              | 2001              | 2011              | 2021              |                   |
| Население                                     | 3560              | 6858              | 4314              | 4292              | 4891              | 5047              | 5158              | 4787              | 4522              | 4248              |                   |
| Източници: Национален Статистически Институт, |                   |                   |                   |                   |                   |                   |                   |                   |                   |                   |                   |

### Населени места
Общината има 2 населени места с общо население от 4248 жители към 7 септември 2021 г.
| Населено място | Население (2021 г.) | Площ на землището km2 | Забележка (старо име) | Населено място | Население (2021 г.) | Площ на землището km2 | Забележка (старо име)          |
| -------------- | ------------------- | --------------------- | --------------------- | -------------- | ------------------- | --------------------- | ------------------------------ |
| Долна баня     | 4235                | 66,854                |                       | Свети Спас     | 13                  | -                     | в з-щето на гр. Долна баня     |
|                |                     |                       |                       | ОБЩО           | 4248                | 66,854                | 1 населено место е без землище |

## Административно-териториални промени
- Указ № 1942/обн. 17.09.1974 г. – признава с. Долна баня за гр. Долна баня;
- Указ № 245/обн. 26.06.1997 г. – отделя гр. Долна баня и неговото землище от община Самоков и създава община Долна баня с административен център гр. Долна Баня;
- Реш. МС № 783/обн. 06.11.2015 г. – признава н.м. Свети Спас (от гр. Долна баня) за отделно населено място – с. Свети Спас.

## Транспорт
През територията на общината преминава участък от 8,5 km от Републикански път II-82 (от km 3 до km 11,5).

## Топографска карта
- Лист от карта K-34-60. Мащаб: 1 : 100 000.
- Лист от карта K-34-72. Мащаб: 1 : 100 000.